# Base aerea di Lida
La base aerea di Lida (in bielorusso Ліда?) è una base militare dell'aeronautica militare bielorussa situata nei pressi della città di Lida.
Ospita la 116ª Base, che opera con Su-25 e Yak-130, e il 206º Centro addestramento al volo, operante gli L-39 Albatros.
Vi sono inoltre stazionati velivoli Su-34 e Su-25 dell'aeronautica militare russa.